# Pelota na Letních olympijských hrách 1900

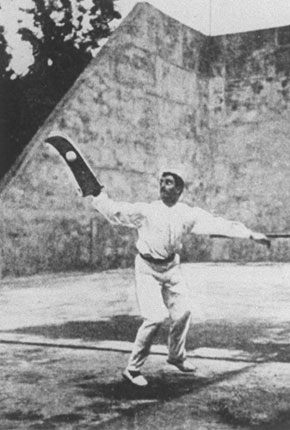
Hráč peloty na LOH 1900

Turnaj v pelotě na Letních olympijských hrách 1900 proběhl 14. června 1900. Letní olympijské hry 1900 v Paříži byly jedinou olympiádou, kde byla pelota oficiálním sportem. Jako ukázkový sport byla předvedena také na LOH 1924, 1968 a 1992.
Na hrách v Paříži proběhl jediný zápas dvou týmů s neznámým skóre. Vítězem, a tedy zlatými olympijskými medailisty, se stala španělská dvojice.

## Medailisté
| Zlato                                                           | Stříbro                                        | Bronz     |
| --------------------------------------------------------------- | ---------------------------------------------- | --------- |
| Španělsko (ESP) · José de Amézola y Aspizúa · Francisco Villota | Francie (FRA) · Maurice Durquetty · Etchegaray | neudělena |